# Serie 1050 de CP
La serie 1020 es un tipo de locotractora al servicio de la empresa pública que gestiona el transporte ferroviario en Portugal - CP (Comboios de Portugal).

## Características técnicas

### Informaciones diversas
Año de entrada en servicio: 1955
Tipo de transmisión: Eléctrica
Naturaleza de servicio: Maniobras
Ancho de via: 1668 mm

### Constructores/fabricantes
Partes mecánicas: Gaston - Moyse
Motores de tracción: Deutz
Transmisión: Gaston - Moyse
Freno: Companie des Freins Westinghouse
Lubrificadores de verdugos: no tiene
Registador de velocidad: Moise - solo indicador
Transmisión de movimiento: Gaston - Moyse
Equipamiento de aporte eléctrico: No tiene
Sistema de hombre muerto: Moyse

### Características generales
Tipo da locomotora (constructor): BA
Potencia nominal (ruedas): 122 Cv (88Kw)
Disposición de los ejes: B
Diámetro de ruedas (nuevas): 1050 mm
Número de cabinas de conducción: 1 - Comando izquierda-derecha
Freno neumático: Aire comprimido
Areneros (número): 4

### Características de funcionamiento
Velocidad máxima: 38 km/h
Esfuerzo de tracción:
- En el arranque: 7 000 kg (U=0,25)
- En el régimen continuo: 7 000 kg
- Velocidad correspondiente al régimen continuo: 4 km/h
- Esfuerzo de tracción a velocidad máxima: 0 kg

Freno dinámico:
- Esfuerzo máximo de las ruedas: No tiene
- Velocidad correspondiente: No tiene

### Pesos
Pesos (en vacío) (T):
- Motor diésel: 1,56
- Generador principal: 1,03
- Motor de tracción: 2,15
- Bogies completos: no tiene
- Total: 4,75

Pesos (aprovisionamientos) (T):
- Combustible: 0,835
- Aceite del diésel: 0,036
- Agua de refrigeración: 0,114
- Arena: 0,150
- Personal y herramientas: 0,200
- Total: 1,335

Pesos (total) (T):
- Peso en vacío: 27,00
- Peso en marcha: 28,30
- Peso máximo: 28,30

### Motor diésel de tracción
Cantidad: 1
Tipo: M 6 A
Número de tiempos: 4
Disposição y número de cilindros: Lv 6
Diámetro y curso: 150 x 170 mm
Cilindrada total: 18 I
Sobrealimentación: No tiene
Potencia nominal (U. I. C.): 200 Cv
Velocidad nominal: 1500 rpm
Potencia de utilización: 200 Cv

### Transmisión de movimiento
Tipo: 1 - Generadores CC; 2 - Motores de tracción en tándem
Características esenciales: Suspensión total; ventilación forzada; realzado final de la transmisión: 7,72